# Josefwiese

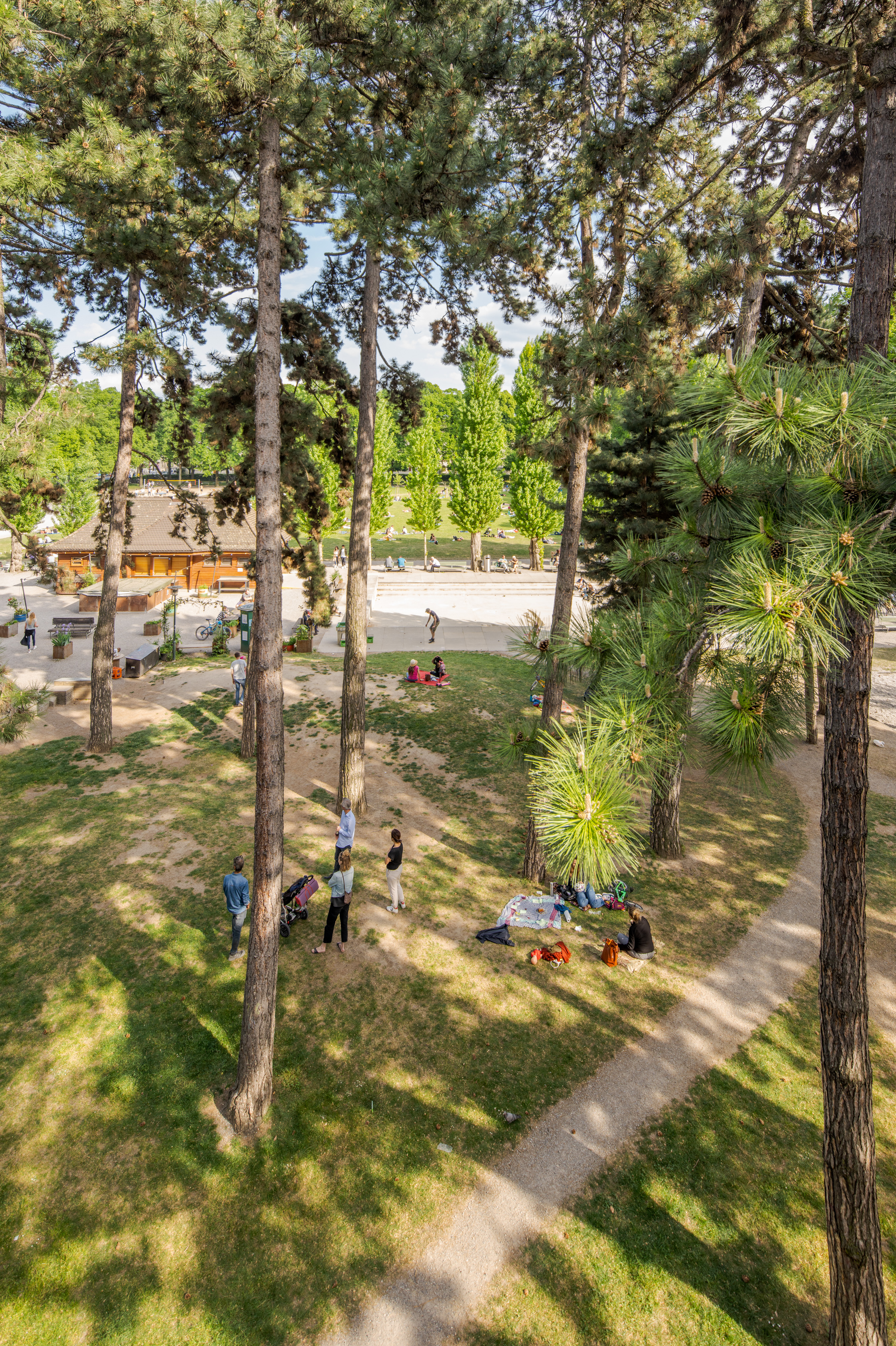
Kiosk Josefwiese mit Wasserbecken, aufgenommen vom Wipkinger Viadukt

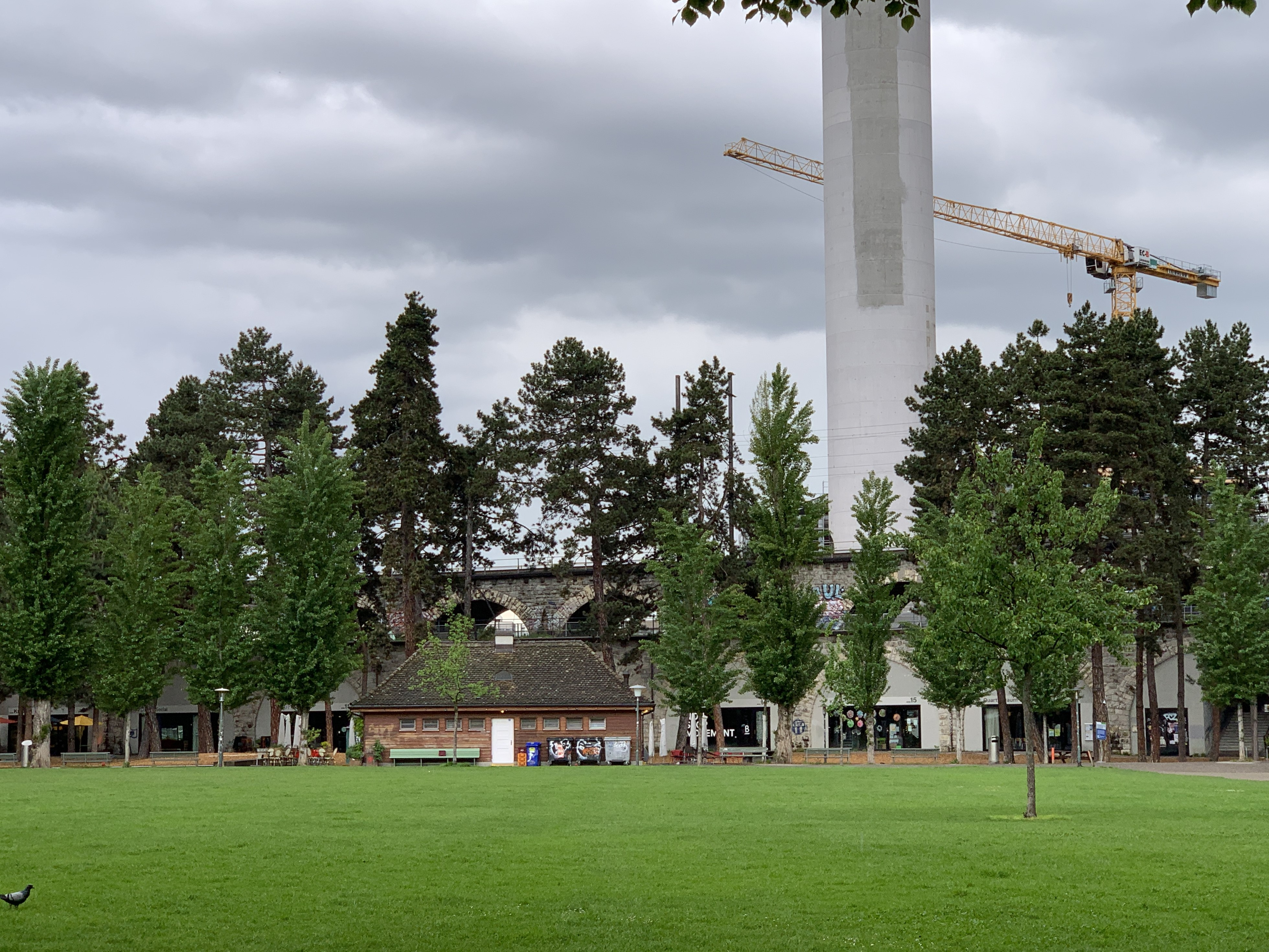
Die Josefwiese mit Kiosk und Kehrichtverbrennungsanlage Josefstrasse

Die Josefwiese ist ein Park im ehemaligen Industriequartier (Kreis 5) in der Stadt Zürich.

## Lage
Die Josefwiese grenzt im Nordosten an die namensgebende Josefstrasse und im Nordwesten an den Aussersihler Viadukt. Südöstlich wird die 21 000 Quadratmeter grosse Grünanlage von der Ottostrasse, südwestlich von der Neugasse eingerahmt. Die von Baumreihen gesäumte Spielwiese ist 120 Meter lang und 100 Meter breit. Dazu kommt eine 1000 Quadratmeter grosse Fläche für die Kleinkinderwelt und der Kiosk Josefwiese.

## Nutzung
Die Anlage liegt in einem der dichtbesiedeltesten Quartiere der Schweiz und dient als Spiel- und Liegewiese. Auf der Anlage wird Beachvolleyball, Pétanque, Pingpong und weitere Sportarten gespielt. Auf der Josefwiese stehen Sitzbänke, Tische, eine Feuerstelle, Planschbecken und Sandkasten zur Verfügung.

## Verein und Kiosk Josefwiese
Der Kiosk Josefwiese, das 1926 erbaute «Milchhüsli», wird heute vom Verein Josefwiese als Gastronomiebetrieb geführt. Der Verein organisiert auch kulturelle Anlässe.

## Geschichte
Die Josesfwiese wurde 1916 vom städtischen Garteninspektor Gottlieb Friederich Rothpletz auf der letzten nicht überbauten Freifläche im Industriequartier entworfen. Die wirtschaftliche Krisenzeit nach dem Ersten Weltkrieg führte zu Verzögerungen beim Bau. Bis 1921 (und später im Zweiten Weltkrieg) wurde das Areal für den Gemüseanbau benötigt. 1924 wurde die Anlage eröffnet. Der 1926 errichtete Kiosk wurde für die alkoholfreie Gartenwirtschaft als Milchausschank ("Milchhüsli") konzipiert. In den sechziger Jahren kamen Garderoben, ein überdachter Platz für Veranstaltungen und ein Grillplatz dazu. 
Während des Drogenelends am Oberen Letten von 1992 bis 1995 halfen der Kiosk und der Pétanque Club Zürich, die Ausweitung der Drogenszene auf die Wohnquartiere im Kreis 5 zu verhindern. Die Neugestaltung des Viadukts um 2009 erhöhte die Bekanntheit der Josefwiese über das Quartier hinaus und bis ins Ausland. Die Grünanlage wird in auflagenstarken internationalen Reiseführern als trendiger Erholungsraum erwähnt. Im Quartier formierte sich Widerstand gegen Touristenappartments an der Josefstrasse.
2022 stellte der Kanton Zürich bei Messungen auf der Josefwiese erhöhte Dioxingehalte fest, die von der angrenzenden Kehrichtverbrennungsanlage Josefstrasse stammen. Im Januar 2023 beschloss die Stadt Zürich, rund 6000 Quadratmeter der Parkanlage zu sanieren.
Der Zürcher Stadtrat beschloss 2022, das an die Josefwiese angrenzende Josef-Areal umzunutzen. Anstelle des Kehrichtheizkraftwerks Josefstrasse und der Zentralwäscherei soll bis 2032 ein neuer Stadtteil mit Hallenbad, Gesundheitszentrum für das Alter und Alterswohnungen, einem Werkhof, Quartierräumen und viel Grünraum entstehen. Dieser wird als natürliche Fortsetzung der Josefwiese auf der anderen Seite des Viadukts konzipiert.